# Presqu'île de Séné
La presqu'île de Séné est une péninsule de la commune de Séné (Morbihan), avançant dans le golfe du Morbihan.

## Localisation
Elle forme une bande de terre allongée, orientée dans le sens nord-ouest—sud-est, de 4 km de longueur environ sur une largeur variant de 400 à 1 000 m. Elle est rattachée au continent au niveau du village de Moustérian. Son autre extrémité forme une pointe face à la presqu'île de Conleau et à Arradon, au niveau de l'embouchure de la rivière de Vannes et de son affluent, le Vincin, dans le golfe du Morbihan. L'altitude maximale de la presqu'île est 15 m, au-dessus de l'anse de Port-Anna.
À moins de 500 m de la côte Sud de la presqu'île se trouvent deux îles, Boëdic et Boëd.
La presqu'île se poursuit au sud-est par la pointe du Bill et par l'anse de Mancel.

## Localités
Les principaux villages et lieux-dits de la presqu'île de Séné sont :
- Moustérian
- Cadouarn
- Bararac'h, dont l'embarcadère dessert l'île d'Arz
- Bellevue
- Port-Anna
- Langle

## Économie
Les villages de la côte Sud de la presqu'île abritent encore pêcheurs et ostréiculteurs, même si ces activités sont en déclin. Leur embarcation emblématique et traditionnelle est le sinagot.

## Lieux et monuments
- Maison rose, icône du golfe
- Dolmen de Gornevèse
- Plage de Moustérian